# ماکنهایم
ماکنهایم (به فرانسوی: Mackenheim) یک کمون در فرانسه با جمعیت ۶۸۸ نفر است که در Canton of Marckolsheim واقع شده‌است.